# Квинт Артикулей Пет
Квинт Артикуле́й Пет (лат. Quintus Articuleius Paetus; умер после 101 года) — римский государственный и политический деятель, двукратный консул Империи (в 78 и 101 гг.).

## Биография
О происхождении Пета достоверно ничего не известно. Существует лишь упоминание о двух сенаторах эпохи правления  императора Августа (между 27 годом до н. э. и 14 годом н. э.), отце и сыне, носивших имя «Артикулей Пет», а также некоем Квинте Артикулее Регуле, последовательно занимавшим должности претора, проконсула и легата после 2 года до н. э.
В 78 году Пет занимал должность консула-суффекта вместе с Секстом Витулазием Непотом. Позже Домициан сделал его членом сенатского комитета по надзору за водоснабжением Рима вместе с кураторами акведуков.
В 101 году Пет был ординарным консулом вместе с императором Траяном. Он дал своё имя указу сената, названному Артикулеевым, который предусматривает, что свобода, предоставленная в фидеикомиссе находится в ведении наместника провинции, даже если наследник из другой провинции.
Возможно, его сыном был консул 123 года Квинт Артикулей Петин.